# Ptinus martinezi
Ptinus martinezi is een keversoort uit de familie klopkevers (Ptinidae). De wetenschappelijke naam van de soort werd in 1917 gepubliceerd door Manuel Martínez de la Escalera.